# 奧地利哈布斯堡王朝
奧地利哈布斯堡皇朝，是指1556年至1740年間統治奧地利、波希米亞、匈牙利以及意大利部分公國，並坐擁神聖羅馬帝位的家族，其前身為哈布斯堡王朝。最終由於聯姻轉為哈布斯堡-洛林皇朝。

## 起源
1556年，神聖羅馬皇帝卡爾五世將奧地利大公之位禪讓，予其弟匈牙利及波希米亞國王費迪南一世（Ferdinand I），並立費迪南為神聖羅馬帝位的繼承人。但根據卡爾的遺囑，費迪南及其子裔喪失了繼承為西班牙國王的權利。此舉使費迪南成為了奧地利哈布斯堡皇朝的首位君主。

## 三十年戰爭和皇朝挫敗
1517年，德意志威登堡教士馬丁·路德因不滿羅馬天主教的贖罪券政策，認為是斂財，發起了德意志宗教改革，創立了新教信義宗，從此喀爾文、慈運理等新教神學家各自開宗立派，歐洲邁入宗教改革。自當時的馬西米連一世開始，歷任哈布斯堡君主都對新教都採取容忍政策，因此新教得以在德意志廣為流傳，而且傳到奧地利哈布斯堡王朝治下的波希米亞，哈布斯堡君主亦因此一直被選為波希米亞國王。
但帝國局勢在1617年急轉直下，狂熱天主教徒斐迪南二世繼承他的堂兄成為奧地利大公和神聖羅馬皇帝。但他對新教的零容忍政策，導致他落選波希米亞國王。斐迪南為奪回王位，決定征服波希米亞，但反促成神聖羅馬帝國內的新教諸侯結盟援助波希米亞，更導致帝國週邊的新教國家丹麥和瑞典入侵哈布斯堡家族領地。而改宗新教的荷蘭反西班牙的獨立運動的加劇，和後期信奉天主教的法國加入反哈布斯堡聯軍，使皇朝的情況雪上加霜。
雖然波希米亞叛軍和丹麥王軍被哈布斯堡皇軍打敗，但與瑞典和法國的戰事一直僵持。因此，斐迪南二世將波希米亞王位禪讓與兒子斐迪南三世，以紓解當地民憤。當斐迪南二世逝世後（1637年），斐迪南三世立即與各國議和，終於在1648年簽訂西發里亞和約。
三十年戰爭雖然削弱了皇朝對神聖羅馬帝國內各邦國的控制，使帝國陷入四分五裂的諸侯自立狀態；但在戰爭期間，奧地利與波西米亞的新教徒都被肅清，或「感化」皈依成天主教徒；戰後哈布斯堡又強化了自身領地的控制力，維持一支五萬人的常備軍，並在奧地利、波西米亞與西利西亞等地區都建立了絕對君主制（專制君權）。因此三十年戰爭只是使神聖羅馬帝國衰落崩解，實際上反而強化了哈布斯堡皇帝的本體實力。所以1648年後，哈布斯堡皇朝只能說它擴展皇權的計畫挫敗，不能說它因此中衰。

## 本體國力的強化
從1637年登基的皇帝斐迪南三世，到1658年繼位的利奧波德一世（1658-1705年在位），兩位皇帝都以各種方式，馴服自家的領地上的貴族地主。皇帝勒令農民每週三天，替貴族地主作白工，鼓勵貴族地主將大量農產品賣出獲利，換取奧地利與波西米亞貴族對君王的效忠。這個方式獲得極大的成功，貴族地主因此向君王（兩位皇帝）交出原本的政治特權，任由哈布斯堡的王室政府，掌控主要的立法與收稅大權。絕對君主制因此穩定地扎根在哈布斯堡領地上，並且越扎越深。
1637-1705年在位的兩位皇帝，統治時更大的成功，在於壓制桀敖不馴的匈牙利貴族。因為匈牙利人是說芬烏語系的外來人種，所以和講德語的德意志人差異最大，離心力與獨立性也最強。哈布斯堡皇帝對匈牙利貴族的初步勝利，是1657年把原本的選舉君主制改為世襲制，取消貴族過去的選王權。之後皇帝利用優勢的常備軍隊與受教育的官僚體系，強化對匈牙利的控制；並且鼓吹大規模移民，把匈牙利的大片土地授予日耳曼貴族及移民者；最後在匈牙利多數天主教教士的支持下，迫害境內的非天主教教徒，強化政府的威勢。
雖然因為匈牙利貴族的強力反抗，使得貴族特權被大量保留，但是哈布斯堡皇帝在優秀將領拉依蒙多·蒙特庫科利的幫助下，先在1661-1664年於匈牙利抵擋住鄂圖曼帝國的十二萬進攻並獲得勝利，與土耳其簽訂和約、承認土耳其對外西凡尼亞的宗主權，強化奧地利在所屬匈牙利的控制力量；然後藉由1683年維也納之戰後，與波蘭聯手打敗鄂圖曼帝國的威勢，在1687年征服並統一大部分的匈牙利，大大地擴張了哈布斯堡的領土，並拉開哈布斯堡「中興」的序幕。

## 中興與巅峰

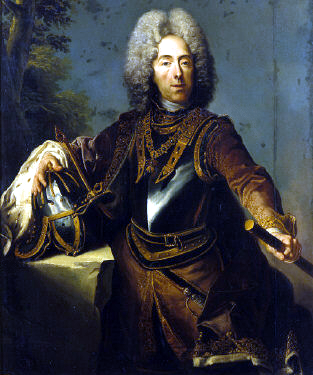
奧地利主帥兼實質首相歐根親王，他與英國的邱吉爾、法國的維拉爾公爵，並列為歐洲18世紀前期最優秀的天才將領

藉由薩伏依之歐根親王的幫助，哈布斯堡王朝在1687年迎來了中興與顛峰時期。歐根親王正如奧地利家族的許多官員一樣，根本不是奧地利人；依照出身和教育來分類，他實際上是法國人，並且和當時許多貴族一樣，都曾在各國服務任官，是國際性的貴族官僚。最重要的是，他其實是現代奧地利的國家創始人，建立出效率較高的行政官僚體系，有力地支撐起奧地利的專制君權。
歐根親王在1690年代越發受到皇帝利奧波德一世的重用，擔任軍事行政長官與統帥時，都表現出傑出的才能。他採用太陽王路易十四的規劃辦法，改革了哈布斯堡軍隊的供應、裝備、訓練和指揮，因此在1697年與土耳其作戰時，贏得森塔戰役的輝煌勝利，迫使鄂圖曼帝國在1699年的卡尔洛夫齐条约上，正式割讓匈牙利、外西凡尼亞和克羅埃西亞給哈布斯堡。

### 西班牙王位繼承戰爭

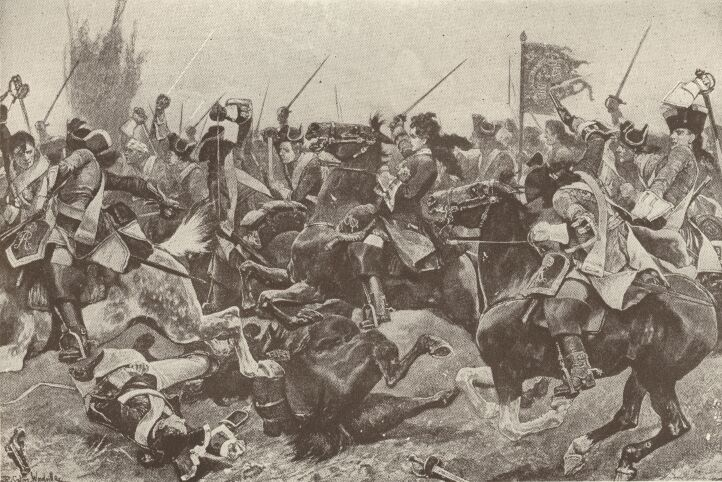
1709年7月，法国在马尔普拉凱之战中战败。但胜利一方的约翰·丘吉尔和欧根亲王也承受了相当大的伤亡，反法同盟內部開始出現議和的意見。这个木刻板的制作者是R. 坎顿·伍德维尔。

因為1700年西班牙哈布斯堡王朝絕嗣，法兰西王国的波旁王室與奧地利哈布斯堡王朝，為爭奪西班牙王国王位，而在1701–1704年發生了歐洲大部分國家參與的西班牙王位繼承戰爭。奧地利與強權英國與荷蘭聯手，決定摧毀法王路易十四稱霸歐洲的野心和霸權。
這場反法戰爭，由奧地利主帥歐根親王、英荷聯軍主帥約翰·邱吉爾，以及荷蘭大議長安東尼·海因斯三人所主導。三位軍政領袖，組成團結有力的三角同盟，最終戰爭中期打垮路易十四的野心。虽然无后的约瑟夫一世的意外驾崩让哈布斯堡重新入主西班牙的愿望化为泡影：不愿意看到法西二元帝国诞生的英荷两国，同样不愿意看到意外成为皇帝的卡尔大公如同预定般入主伊比利亚，从而复活卡尔五世的世界帝国（尤其是在利奥波德一世和欧根亲王这对黄金组合，重新确立皇帝在德意志的霸权并鎮壓匈牙利叛亂的情况下），然而結束戰爭的烏得勒支和約規定，尽管西班牙王位由波旁王朝所繼承，但是西班牙在歐洲的廣大領土，包括南尼德兰与意大利之米蘭、那不勒斯等，幾乎都割讓給奧地利皇帝，使皇帝的領地與人口，整整擴張了一倍，成為歐陸最大的贏家。新獲得的土地不但可以对法国之兩側重新形成遏制，而且不论是在神聖羅馬帝國内部还是欧洲舞台上，皇帝的威望都大大的增长。

### 巔峰與下坡
1713年烏得勒支和約簽訂後的二十年間（1713-1733年），奧地利哈布斯堡王朝迎來了歷史上最強盛的顛峰期，此後奧地利再也沒有這樣的強盛國勢。因為這二十年中，西歐與東歐的主要強國剛打完死傷慘重、元氣大傷的大戰（西歐西班牙王位繼承戰爭、東歐是大北方戰爭），因此出現的歐洲權力真空，就由中興的奧地利暫時填補。
在皇帝查理六世的統治下，歐根親王於1716重新發動對土耳其的攻勢，並取得輝煌的勝利。1718年在與鄂圖曼帝國簽署的帕薩洛維茨條約中，查理六世獲得了塞爾維亞和瓦拉幾亞的部分領土。
1720年，查理六世藉由奧、法、荷、英的四國同盟，共同壓制敵對的西班牙（四國同盟戰爭）；並威逼薩伏依的國王，強迫他用富庶的西西里島，和查理六世交換次等的薩丁尼亞島。得到西西里的奧地利王朝，處於人口與領土擴張的極限，但好運很快就用完了。此時奧地利國勢發展到顛峰，但也意味著即將到來的國勢下滑，下坡路很快就來到奧地利面前。
在查理六世晚年时，因為東、西歐強國的元氣恢復，奥地利的国力又趋于下降。1733年，奥地利在波兰王位继承战争中，因為缺乏過去強大的盟友英國與荷蘭支持（當時英國首相羅伯特·沃波爾力主和平政策，並拉攏荷蘭一同保持中立），面臨殘酷的失败。即使善戰的歐根親王領軍，也無法阻擋法國與西班牙的聯軍與外交攻勢（由法王路易十五的宰相弗勒里紅衣主教主導）。查理六世被迫在1738年的维也纳条约里将在西班牙王位继承战争中获得的西西里和那不勒斯交还西班牙国王卡洛斯三世，以换取帕尔马和皮亚琴察两个公国；奧地利也被迫承認法國取得洛林公國，默認法國重建其歐洲第一的霸權。
在1737年至1739年与鄂圖曼帝国爆发的第二次战争中，查理六世雖然繼續和俄羅斯的聯盟以對抗鄂圖曼土耳其，但因為戰神歐根親王在去年過世（1736年），奧軍遭到決定性的败北，结果失去了他在上一次战争（1716-1718的奧土戰爭）中所夺取的大部分领土。這場敗戰導致巨大的債務（十萬佛羅林）和普遍的不滿，維也納對各地的統治開始出現搖搖欲墜的徵兆。

## 奧地利王位繼承戰爭
1713年10月20日，查理六世擔心自己沒有男性子裔，再加上他的兄長──約瑟夫一世都無男性子裔，於是預制了《1713國事遺詔》。遺詔內容大致如下：
- 在查理逝世後，奧地利大公、波希米亞和匈牙利國王以及哈布斯堡家族首領之位，由他的長子/女繼承
- 至於神聖羅馬帝位，由於不准女性繼承，若查理沒有兒子，他的長女婿弗朗茨將成為帝位繼承人

洛林公爵家族與哈布斯堡王室的關係十分密切，哈布斯堡君主斐迪南三世將其中一位女兒艾林諾公主，許配與當時的洛林公爵卡爾·利奧波德，他們倆便是洛林公爵弗朗茨（後來的「法蘭茲一世」皇帝）的祖父母。查理六世在他的長女瑪麗亞·特蕾莎公主出生後，便將洛林公爵的次子弗朗茨（其長兄不幸夭折）帶到維也納，與瑪麗亞·特蕾莎一起長大，並於1736年結婚。
1740年，查理六世去世。法國，西班牙，普魯士，巴伐利亞和薩克森以不承認《1713國事遺詔》為由，發動奧地利王位繼承戰爭。而瑪麗亞·特蕾莎和弗朗茨在法國的宿敵，英國和荷蘭支持下，迎戰各國。普魯士率先於1740年12月16日入侵哈布斯堡領地西利西亞。其後，法國，巴伐利亞和薩克森的援軍更將戰火波及到整個波希米亞和意大利部分地區。普魯士，巴伐利亞和薩克森極力協助瑪麗亞·特蕾莎的表姐夫，巴伐利亞帝選侯卡爾登上神聖羅馬帝位（是為卡爾七世）更加劇雙方的緊張。
情況在戰爭初期，對哈布斯堡家族很不利。在1744年底，整個西利西亞地區，大部分的波希米亞和意大利都陷入反哈布斯堡聯軍的手中，而哈布斯堡王室更失去了神聖羅馬帝位，亦即是失去免被德意志諸侯攻擊的皇家特權。
1745年1月20日，卡爾七世的逝世，成為整場奧地利王位繼承戰爭的轉捩點。在此以前，薩克森倒戈支持哈布斯堡王室，並派出代表與奧地利，英國和荷蘭的君主代表於1月8日在華沙密會，組成四國同盟。從此哈布斯堡王室逐步收復失地。首先是英國於1745年4月29日在北美發動對法屬路易斯堡的圍攻，並於同年6月16日攻下城堡，牽制了法國的力量，而荷蘭和英國在西印度群島和拉丁美洲海岸挑起的衝突，更令西班牙頭痛。其後是同年9月13日，瑪麗亞·特蕾莎的夫婿弗朗茨當選神聖羅馬皇帝，開啟了哈布斯堡-洛林王朝。
但反哈布斯堡同盟也有成功的攻勢，如法軍成功入侵孟加拉灣和奧屬尼德蘭，使得雙方陷入拉鋸狀態。而俄羅斯與奧地利的結盟和瑞典保持中立，更令普魯士腹背受敵，轉為防禦。此時，奧屬尼德蘭成了主要戰場。莫里斯·薩克森公爵指揮的法軍雖多次戰勝奧、英聯軍，並攻占奧屬尼德蘭，但在意大利北部和海上的戰鬥中失利。由於知悉俄國援軍即將抵達奧屬尼德蘭，法軍決定與英、奧議和。
最後，英荷奧法於1748年10月18日簽定《亞琛和約》，承認弗朗茨皇帝、瑪麗亞·特蕾莎皇后及他們的後裔對哈布斯堡家族領地的繼承權，但是要承認普魯士對西里西亞的領有。
備註：北美地區多稱奧地利王位繼承戰爭為「喬治王之戰」，意即整場戰爭發生在英王喬治二世執政期間。

## 參看
- 哈布斯堡王朝
- 哈布斯堡王朝君主列表
- 西班牙哈布斯堡王朝
- 哈布斯堡-洛林王朝